# Паспорт громадянина Ліхтенштейну
Паспорт громадянина Ліхтенште́йну  — документ, що видається громадянам Ліхтенштейну для здійснення поїздок за кордон. Паспорт може також служити доказом громадянства Ліхтенштейну.
Громадянам Ліхтенштейну дозволено проживати в Швейцарії. Крім того, як члену Європейського економічного простору (ЄЕП) громадянам Ліхтенштейну дозволяється перебувати, подорожувати та працювати в будь-якій країні ЄЕП.

## Зовнішній вигляд
Паспорти Ліхтенштейну — сині, з гербом Ліхтенштейну, оформленим у центрі. Над гербом вписані слова «FÜRSTENTUM LIECHTENSTEIN», нижче «REISEPASS» та міжнародний біометричний символ.

## Візові вимоги для громадян Ліхтенштейну
Станом на 2017 рік громадяни Ліхтенштейну мають можливість відвідувати без візи в цілому 147 держав і територій. Згідно з Індексом обмежень візового режиму, паспорт став 11-м у світі.